# Георги Хлебаров
Георги Стефанов Хлебаров е български учен-животновъд, един от основателите на Агрономическия факултет към Софийския университет, академик на БАН.

## Биография
Роден е на 6 декември 1886 г. в Стара Загора.
През 1908 г. завършва агрономство в Хале, Германия. Прави специализации по животновъдство в Берлин (1912) и отново в Хале (1913 – 1914).
През 1919 – 1920 г. той прави първото проучване на породата „източнобалканска свиня“ и дава настоящето име, изхождайки от района, в който породата е разпространена. Работи по изследванията и подобренията на местните породи селскостопански животни (каракачанска овца, старопланинско късорого говедо, българска черна едра кокошка, искърско говедо и други).
Георги Хлебаров преподава във Ветеринарномедицински факултет на Софийския университет като доцент (1922 – 1926) и професор (от 1926), като междувременно заема и постовете ръководител на катедрите по обща зоотехника и хигиена (1923) и по частно скотовъдство (1930 – 1945); декан на факултета (1923 – 1924, 1939 – 1940). Основател е на Централната птицевъдна опитна станция в София (1927 – 1932), на Централния скотовъден научноизследователски институт в София (1936 – 1942) и на Института по животновъдство при БАН (1947 – 1959)., който през 1960 г. се слива с Института по животновъдни науки в Костинброд.
Бил е преподавател по животновъдство в Аграрния факултет на Тракийския университет, наред с учени като акад. Янаки Моллов, акад. Кирил Павлов, акад. Никола Платиканов, акад. Стефан Куманов, акад. Кирил Братанов, проф. Жельо Ганчев, проф. Димитър Димов и мн. др.
Член е на Централния комитет на Световната асоциация по птицевъдство със седалище в Лондон, на Централния комитет на Международната конфедерация на инженер-агрономите със седалище в Рим и на Международното дружество за тропическо и субтропическо земеделие (1938). През 1934 г. е удостоен с титлата доктор хонорис кауза на Висшето училище за селскостопански науки във Виена.
През 1937 година е избран за член-кореспондент на БАН, а през 1952 година – за академик. Има публикувани над 300 научни труда и статии.
Умира на 30 март 1968 г. в София. Погребан е в Софийски централни гробища. През ноември 2002 година Столичният общински съвет приема предложение за наименуване по името на академик Георги Хлебаров на улица в район „Надежда“ (бившата ул. „Траен мир“).